# Pressure (Paramore)
Pressure è il singolo di debutto dei Paramore, estratto dal loro primo album All We Know Is Falling e pubblicato nel 2005.

## Video musicale
Il video, diretto da Shane Drake, parla del continuo stress adolescenziale, in particolare di una coppia di ragazzi, le cui vicende si alternano con immagini dove la band suona. Entrambi i ragazzi odiano il proprio lavoro: lui lavora in un fast food, dove riceve quotidianamente un pessimo trattamento, lei fa la modella dove non sono accettate cose che a lei piacciono (scegliere i propri vestiti, mangiare, ecc.).
Il ragazzo, dopo l'ennesimo affronto, lascia il lavoro per andare da lei, che non può uscire, perché occupata con una serie di foto. Allora decide di aprire l'antincendio, affinché l'edificio si riempia d'acqua: tutti all'interno corrono fuori, tranne la ragazza, che rimane a godersi l'acqua.

## Utilizzo in altri media
- Nella versione per PlayStation 2 del videogioco The Sims 2 della EA Games è possibile ascoltare Pressure come traccia nel jukebox cantata in "simlish", il linguaggio parlato nel gioco.
- Dal 27 dicembre 2011 il brano è stato reso disponibile per il download per il videogioco Rock Band 3[3].

## Tracce
Testi di Hayley Williams, musiche di Hayley Williams e Josh Farro.
1. Pressure – 3:06

## Formazione
- Hayley Williams – voce, tastiera
- Josh Farro – chitarra solista, voce secondaria
- Jason Bynum – chitarra ritmica
- Zac Farro – batteria, percussioni

Altri musicisti
- Lucio Rubino – basso

## Classifiche
| Classifica (2007)     | Posizione massima |
| --------------------- | ----------------- |
| Stati Uniti (digital) | 62                |